# Euphorbia ericoides
Euphorbia ericoides är en törelväxtart som beskrevs av Jean-Baptiste de Lamarck. Euphorbia ericoides ingår i släktet törlar, och familjen törelväxter. Inga underarter finns listade i Catalogue of Life.